# Giengener Alb und Eselsburger Tal
Das FFH-Gebiet Giengener Alb und Eselsburger Tal ist ein im Jahr 2005 durch das Regierungspräsidium Tübingen nach der Richtlinie 92/43/EWG (Fauna-Flora-Habitat-Richtlinie) angemeldetes Schutzgebiet (Schutzgebietskennung DE-7427-341) im deutschen Bundesland Baden-Württemberg. Mit Verordnung des Regierungspräsidiums Tübingen zur Festlegung der Gebiete von gemeinschaftlicher Bedeutung vom 5. November 2018 (in Kraft getreten am 11. Januar 2019), wurde das Schutzgebiet ausgewiesen. 

## Lage
Das 991,1 Hektar große Schutzgebiet gehört zu den Naturräumen 096 – Albuch und Härtsfeld und 097 – Lonetal-Flächenalb innerhalb der naturräumlichen Haupteinheit 09 – Schwäbische Alb. Es besteht aus mehreren Teilgebieten rund um Giengen und Herbrechtingen und erstreckt sich über die Markungen von sechs Städten und Gemeinden im Landkreis Heidenheim:
- Gerstetten – 59,47 ha = 6 %
- Giengen an der Brenz – 208,41 ha = 21 %
- Heidenheim an der Brenz – 39,65 ha = 4 %
- Herbrechtingen – 495,57 ha = 50 %
- Hermaringen – 148,67 ha = 15 %
- Sontheim an der Brenz – 39,65 ha = 4 %

## Beschreibung und Schutzzweck
Das Schutzgebiet umfasst die Landschaft des Brenz- und Urbrenztales mit ausgedehnten Wacholderheiden und Kalk-Magerrasen, Schlucht- und Hangmischwälder, Feuchtgebiete sowie Felsbastionen in den Flusstälern und einen großen Buchenwaldkomplex nördlich Herbrechtingen. Im Gebiet befinden sich 53 Höhlen.

### Lebensraumklassen
(allgemeine Merkmale des Gebiets) (prozentualer Anteil der Gesamtfläche)
Angaben gemäß Standard-Datenbogen aus dem Amtsblatt der Europäischen Union
|                                                                                        |                                                                                        |  |      |      |
| N10 – Feuchtes und mesophiles Grünland                                                 | N10 – Feuchtes und mesophiles Grünland                                                 |  | 54 % | 54 % |
| N14 – Melioriertes Grünland                                                            | N14 – Melioriertes Grünland                                                            |  | 2 %  | 2 %  |
| N15 – Anderes Ackerland                                                                | N15 – Anderes Ackerland                                                                |  | 4 %  | 4 %  |
| N16 – Laubwald                                                                         | N16 – Laubwald                                                                         |  | 24 % | 24 % |
| N17 – Nadelwald                                                                        | N17 – Nadelwald                                                                        |  | 2 %  | 2 %  |
| N19 – Mischwald                                                                        | N19 – Mischwald                                                                        |  | 10 % | 10 % |
| N21 – Nicht-Waldgebiete mit hölzernen Pflanzen                                         | N21 – Nicht-Waldgebiete mit hölzernen Pflanzen                                         |  | 1 %  | 1 %  |
| N23 – Sonstiges (einschl. Städte, Dörfer, Straßen, Deponien, Gruben, Industriegebiete) | N23 – Sonstiges (einschl. Städte, Dörfer, Straßen, Deponien, Gruben, Industriegebiete) |  | 3 %  | 3 %  |
|                                                                                        |                                                                                        |  |      |      |

### Lebensraumtypen
Folgende Lebensraumtypen nach Anhang I der FFH-Richtlinie kommen im Gebiet vor:
| EU Code | Lebensraumtyp (offizielle Bezeichnung)                                                                          | Kurzbezeichnung                              | Hektar |
| ------- | --- | -------------------------------------------- | ------ |
| 3150    | Natürliche und naturnahe nährstoffreiche Stillgewässer mit Laichkraut- oder Froschbiss-Gesellschaften           | Natürliche nährstoffreiche Seen              | 1,07   |
| 3260    | Flüsse der planaren bis montanen Stufe mit Vegetation des Ranunculion fluitantis und des Callitricho-Batrachion | Fließgewässer mit flutender Wasservegetation | 28,81  |
| 5130    | Formationen von Juniperus communis auf Kalkheiden und -rasen                                                    | Wacholderheiden                              | 128,09 |
| 6110    | Lückige basophile oder Kalk-Pionierrasen (Alysso-Sedion albi)                                                   | Basenreiche oder Kalk-Pionierrasen           | 5,95   |
| 6210    | Naturnahe Kalk-Trockenrasen und deren Verbuschungsstadien (Festuco-Brometalia)                                  | Kalk-Magerrasen                              | 160,59 |
| 6410    | Pfeifengraswiesen auf kalkreichem Boden, torfigen und tonig-schluffigen Böden (Molinion caeruleae)              | Pfeifengraswiesen                            | 0,20   |
| 6510    | Magere Flachland-Mähwiesen (Alopecurus pratensis, Sanguisorba officinalis)                                      | Magere Flachland-Mähwiesen                   | 10,99  |
| 8160    | Kalkhaltige Schutthalden der collinen bis montanen Stufe Mitteleuropas                                          | Kalkschutthalden                             | 0,32   |
| 8210    | Kalkfelsen mit Felsspaltenvegetation                                                                            | Kalkfelsen mit Felsspaltenvegetation         | 8,80   |
| 8310    | Nicht touristisch erschlossene Höhlen                                                                           | Höhlen und Balmen                            | 0,14   |
| 9130    | Waldmeister-Buchenwald (Asperulo-Fagetum)                                                                       | Waldmeister-Buchenwald                       | 179,81 |
| 9180    | Schlucht- und Hangmischwälder Tilio-Acerion                                                                     | Schlucht- und Hangmischwälder                | 36,14  |

### Zusammenhängende Schutzgebiete
Mehrere Landschaftsschutzgebiete überschneiden sich ganz oder teilweise mit dem FFH-Gebiet. Südlich von Herbrechtingen liegt das Vogelschutzgebiet Nr. 7427-441 Eselsburger Tal innerhalb des FFH-Gebiets. Folgende Naturschutzgebiete liegen im FFH-Gebiet:
- Ravensburg
- Eselsburger Tal
- Kürnberg